# Cachoeira da Prata
Cachoeira da Prata é um município brasileiro do estado de Minas Gerais. Sua população estimada 2019 era de 3.603 habitantes.

## História
Provavelmente o território de Cachoeira da Prata era habitado por indígenas quando os portugueses chegaram ao Brasil, possivelmente a região foi ocupada, até o século XVI, por povos indígenas do tronco linguístico macro-jê. Cachoeira do Macacos foi o primeiro nome desta cidade, por estar às margens do Ribeirão dos Macacos. Por volta de 1886, com a fundação da Cia. Têxtil Cachoeira do Macacos por João da Mata Teixeira, Jerônimo Francisco França e outros pequenos acionistas, o povoado surgiu e cresceu no entorno da pequena indústria. Ao longo dos anos, o povoado cresceu em função da indústria e de um de seus filhos mais ilustres: "Dr. Geraldo" - figura carismática e querida por sua história na cidade. "Reza a história que, quando uma moça engravidava no povoado, o pai da moça vinha tomar opinião com Dr. Geraldo". Assim como este, tantos outros existem e marcaram o nome de Geraldo Pereira da Rocha na história do município, que nada tinha de Doutor pois era Bacharel em Direito quando foi trazido por Dr. Chrystiano França Guimarães, filho do Cel. Américo Teixeira Guimarães (filho de João da Mata Teixeira - Cap. João da Mata) para assumir a Gerência da Companhia, pelos idos de 1940. Em 30 de Dezembro de 1962, o município emancipa-se de Inhaúma. Em 01 de Março de 1963 o município é instalado e em 17 de Dezembro de 1975, com uma área territorial de 61 km² teve sua denominação alterada para Cachoeira da Prata após controverso plebiscito (não se sabe ao certo do por quê da troca e quem a teria idealizado).

## Cultura, Turismo, Esporte e Culinária de Cachoeira da Prata
A festa de Nossa Senhora do Rosário é realizada anualmente, durante nove dias de setembro, com barraquinhas e apresentações de congado e folia de reis, temos também a festa do glorioso São Judas Tadeu no dia 28 de outubro. Uma das festas tradicionais da cidade que podemos destacar também é o carnaval que conta com vários blocos carnavalescos sendo destaques:  o "007", o "Breguenight", "Caverna do Dragão", "Os bacanas", "Toca do Gato" e "Mondrongo". Em julho a cidade também é palco do "carnaval temporão" atraindo diversos visitantes à cidade. Uma cidade alegre, turística e hospitaleira, cidade de gente bonita e comida típica e gostosa: destaque para a empadinha "capa seca" e a galinha caipira com angu, quiabo e ora-pro-nóbis. "Cachoeira", como é conhecida por seus moradores, também possui alguns pontos de visitação: como o Cruzeiro, a represa do Ribeirão dos Macacos, um conjunto de casas no estilo barroco e colonial com mais de 100 anos se destaca na famosa "Rua Velha", que surgiu com o povoado em 1886, o bairro da "Ariranha" onde residem alguns descendentes de Nicolau Teixeira (escravo que recebeu o sobrenome do Cel. Américo - pré-cursor da Vila que se tornaria Cidade) e o estádio municipal "Dr. Geraldo Pereira da Rocha". A antiga pensão da saudosa D. Olga que abrigou tropeiros e viajantes, também se destaca. A Igreja da Praça Matriz com belas pinturas no seu interior e o altar em carrara, também merece ser visitada. "Cachoeira" também foi o celeiro de bons jogadores de futebol, como por exemplo Dilsinho que jogou no Atlético e Cruzeiro. Em 1919 foi fundado o Cachoeirense Futebol Clube que em 1987 se consagraria campeão da liga amadora de Sete Lagoas e região. O município de Cachoeira da Prata, fica a 96 km de Belo Horizonte, pela BR-040, 28 km de Sete Lagoas pela MG-238, 40 km de Maravilhas pela MG-238 e 620 km de Brasília pela BR-040. Cachoeira da Prata também se destaca no Estado por estar entre os menores municípios em área territorial do Brasil.

## Economia
A economia do município baseou-se na indústria têxtil de 1886 até por volta de 1990, quando a Cia. Têxtil Cachoeira Velonorte (extinta) faliu após incompetentes administrações de 1990 em diante, nunca mais se recuperando até ser vendida. Estando próxima de Sete Lagoas, famosa por seu subsolo de calcário e arenoso, Cachoeira da Prata destaca-se pela extração de areia para a construção civil e com tímida atividade agropecuária e comercial. Devido a seu pequeno porte, a economia da cidade também gira em torno dos empregos gerados pela Prefeitura, constantemente sob suspeita de irregularidades administrativas, que assolaram o município no passado recente. As principais entidades hoje na cidade é a SSVP, Rotary Clube, e o Sindicato Têxtil local (SINDIFTAC) sendo esta a maior entidade do município com cerca de 600 associados.